# 上交叉綜合症
上交叉綜合症（upper crossed syndrome），俗称電腦肩、凝肩，泛指長期使用電腦造成肩周肌、肌腱、滑囊、關節囊的腰酸背痛等疾病，主要由久坐造成，比如长时间使用电脑、长时间驾驶、阅读等。可以通过脊骨矫正的方法治疗上交叉综合症。